# ガリ (オニ地区)
ガリ（グルジア語: ღარი、グルジア語ラテン翻字: Ghari）は、ジョージアのラチャ＝レチフミおよびクヴェモ・スヴァネティ州オニ地区にある村落。ガリ・テミの中心地。ガルラ川の右岸、リオニ川との合流地点の付近にある。海抜は940メートル。オニの北東3キロメートルに位置する。

## 歴史
ガリはラチャ地方で最も古い場所の一つであり、紀元前2千年紀の終わり頃に作られたコルキス＝コバン式の平たい青銅製の斧が発見されている。紀元前5世紀から紀元前4世紀よりも以前と考えられる興味深い銀製品も発見されており、おそらく化粧品の目的で何世紀にもわたって使われてきたと考えられている。ガリは古い土地であり、過去の文化の名残が残されている可能性がある。
古代、村は主にガルラ川の右岸の集落と、その北側にある斜面に沿って耕作が行われ、そこから人々は徐々に川の氾濫原に定住していった。

## 聖堂
村の近くの丘の上には古代の聖堂の遺跡が建っており、村内からも視認することができる。
村の郊外の山の麓には封建時代後期の聖母聖堂がある。この聖堂について1827年にI・チチナゼ (ი ჭიჭინაძე) は、
聖母教会は質の低い石と石灰岩で建てられた。エリズバル・ジャパリゼ (ელიზბარ ჯაფარიძე) 自らが再建した。
と記している。この聖堂はジャパリゼ家の所有物であった。今日では、聖堂の基礎部分は土で覆われている。
また村には大天使聖堂もあったが、おそらく18世紀に取り壊され、その後1849年に木造聖堂がその場所に新たに建てられた。ダヴィト府主教の説明によると、「木造の大天使聖堂は古く、非常にみすぼらしい」と述べている。2000年末、村民の多大な努力により、大天使の美しい大聖堂が建てられた。

## 人口
国勢調査による人口は、次の通り。
| 年   | 人口 | 男性 | 女性 | 出典  |
| ---- | ---- | ---- | ---- | ----- |
| 2002 | 477  | 222  | 225  | [ 2 ] |
| 2014 | 349  | 167  | 182  | [ 1 ] |

## 主な出身者
- ウチャ・ジャパリゼ（グルジア語版） - 画家。グルジアSSR人民芸術家（1946年）、ソ連人民芸術家（1963年）。
- マラキア・ジャパリゼ（グルジア語版） - 教育者。
- ゴチャ・ジャパリゼ（グルジア語版） - 歴史学者、東洋学者。
- メラブ・マカラシヴィリ（グルジア語版） - 工学者。軍事情報局長。
- マヌチャル・マルコイシヴィリ（グルジア語版） - バスケットボール選手。

## ガリ・テミ
1. ガリ
2. ツメンダウリ

ガリを中心として、ガリ・テミ（グルジア語: ღარის თემი、グルジア語ラテン翻字: Gharis Temi）と呼ばれる共同体（テミ）を構成している。ガリ・テミを構成する集落は、次の2村である。
1. ガリ
2. ツメンダウリ